# Megszakításvektor
A megszakításvektor (interrupt vector) vagy egy megszakításkezelő rutin memóriacíme, vagy a megszakításkezelők memóriacímeit tartalmazó, megszakítási tábla nevű tömbre mutató cím. Ha valamilyen esemény megszakítást vált ki, az operációs rendszer egy kontextusváltás során elmenti az állapotát, majd megkezdi a megszakításvektor által kijelölt megszakításkezelő rutin végrehajtását.